# Псалом 120
Сто двадца́тый псало́м — 120-й псалом из книги Псалтирь (в масоретской нумерации — 121-й). Псалом входит в «Песнь восхождения» (псалмы 119—133), названную так благодаря пению паломников при восхождении к Иерусалиму в еврейские праздники. Однако существует предположение, что «восхождение» могло означать повышение голоса при пении. Латинский инципит: Levavi oculos meos in montes.
Псалом выражает уверенность, что Бог обеспечит защиту днём и ночью тому, кто доверяет Ему. Слова о «вхождении и выхождении» следует понимать как «повсюду», «везде».
По одной из версий, псалом был создан во время вавилонского пленения. Ожидая поддержки от Господа, евреи обращали взоры свои к горам Иудеи.

## Личность автора
Автор неизвестен.
Существует предположение, что псалом целиком представляет собой внутренний монолог автора. По другой, более вероятной, версии, псалмопевцу принадлежат только первые два стиха, а остальное — речь священника, ободряющего автора. Эта версия основана на том, что начиная с третьего стиха личное местоимение меняется с 1-го лица на 2-е.

## Комментарий
Сложность для толкования представляет первый стих «возвёл я очи мои в горы, откуда придёт помощь моя». Непонятно, какие горы имеются в виду (в Септуагинте — τὰ ὄρη, в Вульгате — montes). П. А. Юнгеров ссылается на Евфимия Зигабена, который считает, что «горами называются небеса, по словам Златоустого». Г.-И. Краус предлагает два толкования. Согласно первому, «пилигрим с тревогой смотрит на горы, окружающие Иерусалим. Особенно опасны горы к востоку от Иерусалима». Второе толкование имеет более обобщённый характер: «в Палестине горные вершины считались местом пребывания богов, культовыми местами». М. Дахуд считает, что Гора — очередное имя Яхве и переводит (на английский) вместо множественного числа единственным: I raise my eyes to the Mountain. Если верно, что в еврейском оригинале первый стих имеет характер вопроса, то, согласно А. Россу, «холмы» (hills, так в его английском переводе) представляются опасной для путешествия местностью (ср. первое толкование Крауса), ждать оттуда никакой помощи нельзя. Помощь придёт не с каких-то «холмов», а от Господа (см. стих 2 и далее).

## Рецепция
На латинский текст псалма Levavi oculos meos написал мотет О. Лассо (1566). Немецкие переводы 120-го псалма использовали композиторы эпохи барокко, среди них Г. Шютц (SWV 31 и SWV 399) и И. Г. Шейн (4-голосный хорал внутри его «Канционала», 1627). Церковнославянский перевод 120-го псалма («Возведох очи мои в горы») лёг в основу Концерта № 24 Д. С. Бортнянского, одного из часто исполняемых его хоровых концертов. В эпоху романтизма немецкий перевод использовал Ф. Мендельсон (терцет в его оратории «Илия»). В XX веке немецкий текст псалма (Ich hebe meine Augen auf) положил на музыку Борис Блахер, в небольшом вокальном цикле «Три псалма».

## Богослужебное использование
Православие
120-й псалом полностью поют в чине благословения военного корабля, на Полунощнице, отправляющимся в морское путешествие, на Литургии Преждеосвященных Даров после мирной ектинии, в седмицы Великого поста на вечерне, в Страстную седмицу, на неделе Антипасхи до отдания Воздвижения Креста в субботу на вечерне, после отдания Воздвижения Креста, до отдания праздника Богоявления в субботу на вечерне, в праздник Благовещения Пресвятой Богородицы. Отдельные стихи псалма поют по разным случаям.
120:1 «возвожу очи мои к горам, откуда придёт помощь моя» поют в чине погребения священников. Также поют на вечерне четверга, в четверг 6-й седмицы Великого поста на вечерне.
120:2 «помощь моя от Господа, сотворившего небо и землю» поют на вечерне четверга.
120:7 «Господь сохранит тебя от всякого зла; сохранит душу твою [Господь]» поют на вечерне четверга 6-й седмицы Великого поста.
120:8 «Господь будет охранять выхождение твоё и вхождение твоё отныне и вовек» поют в чине погребения священников.
Иудаизм
120-й псалом поют на утреннем субботнем богослужении в псукей де-зимра.
120:8 «Господь будет охранять выхождение твоё и вхождение твоё отныне и вовек» произносят в качестве дорожной молитвы. Парафраз этого стиха («охрани выхождение наше и вхождение наше ради жизни и мира отныне и вовек») произносят на каждой вечерне в конце завершающей (четвёртой) молитвы «Хашкивену» (рус. «Дай нам отойти ко сну с миром») после Шма перед сном.
Католицизм
По уставу святого Бенедикта, 120-й псалом пели на третий час (см. Литургия часов) по вторникам, средам, четвергам, пятницам, субботам в составе трёх псалмов 119, 120, 121.

## Мистицизм
Иудаизм
120-й псалом является одним из четырёх псалмов, стихи которых изображают семисвечник, и которые представляют собой амулеты. 15-й псалом в виде семисвечника используют для распознавания воров. 66-й псалом в виде семисвечника используют для исцеления болезней и защиты от врагов. 120-й псалом в виде семисвечника используют как амулет от сглаза. 90-й псалом в виде семисвечника используют от воздействия злых духов.